# Nigel Planer
Nigel George Planer, född 22 februari 1953 i Westminster, London, är en engelsk skådespelare, komiker, författare och dramatiker som är mest känd för sin roll som Neil i BBC:s kultkomedi Hemma värst och som Ralph Filthy i Filthy Rich & Catflap. 

## Biografi
Planer är son till George Planer, grundaren av Planer Group PLC, ett högteknologiskt medicinskt företag och dennes hustru, Lesley, som var en logoped. Han fick sin utbildning på Kings House School och Westminster School  och studerade därefter vid University of Sussex och på London Academy of Music and Dramatic Art (LAMDA).
Planer är en av grundarna av London Comedy Store och ursprunglig medlem av The Comic Strip - pionjärer inom alternativa komedi-rörelsen i Storbritannien. Han var en del, tillsammans med Peter Richardson, av tvåaktaren The Outer Limits. Planer och Richardson skrev också Inte Aktuellt, en parodi på TV-magasinet Thats Life!. 
Under de följande 20 åren spelade han ett antal framträdande roller inom film, teater och TV. Han har medverkat i många West End-musikaler, däribland uppsättningar av Evita, Chicago, We Will Rock You, Wicked, och Charlie and the Chocolate Factory. Han har också medverkat i Hairspray. Han vann en BRIT Award 1984 och har nominerats till utmärkelser som Olivier, TMA, What’s On Stage och BAFTA.
Tillsammans med Christopher Douglas skapade han parodikaraktären Nicholas Craig, som dyker upp i böcker, radio, TV och artiklar samt levande, senast vid Festival Hall, London i Stewart Lees At last the 1984 Show. 
Planer har också skrivit flera böcker, pjäser, radio- och TV-manus, samt en liten poesibok. Han tilldelades ett hedersdoktorat vid Edinburgh Napier University i juni 2011.